# Кіноплівка шириною 35 мм
Кіноплівка завширшки 35 мм (англ. 35 mm film) — кіноплівка завширшки 34,975±0,025 міліметрів з двосторонньою перфорацією. Це найбільш широко використовуваний формат плівкового матеріалу, використовуються як у фотографії так і кінематографії. Стрічка цього стандарту була розроблена в 1892 році Вільямом Діксоном та Томасом Едісоном на основі фотоматеріалу, наданого Джорджом Істменом і до сьогодні використовується практично без змін. Світлочутливий матеріал, з якого виробляють плівку, має вигляд смужки завширшки 35 мм, з якого виведена назва стандарту, з перфорацією з обох сторін. Як стандарт перфорації вибрано чотири отворів на один цикл зображень (один кадр), які розташовані на обох сторонах плівки, що дало 16 кадрів на фут (фотографічні негативи, як правило, мають по вісім перфорацій на кадр).
На рубежі XIX i XX століть використовувалась кіноплівка різної ширини, яка розвивалися незалежно, а їх ширина становить від 13 до 75 мм (0,51 до 2,95 дюймів). 1909 року було остаточно встановлено, що 35 мм буде стандартом ширини кіноплівки, і це залишається основним розмір запису і відтворення фільмів, попри те, що за ці роки з'явились вужчі й ширші види кіноплівки. Розмір 35 мм вважається оптимальним між вартістю кіноплівки і отриманою якістю зображення. Повсюдне розповсюдження проєкторів на 35 мм в кінотеатрах означало, що нині[коли?] це є єдиний стандарт проєкції фільмів у світі.
Цей стандарт за сто років довів свою універсальність, бувши неодноразово змінений, щоб включити саундтреки, зміни в базовий матеріал для негорючості, додати колір, пристосувати до запису панорамних зображень багатьох стандартів, а також додати можливість цифрового аудіо запису на майже всій не зайнятій зображенням поверхні плівки. З моменту свого створення і до сьогодні виключне право на виробництво кіноплівки стандарту 35мм  мають Eastman Kodak і Fujifilm. За даними фірми Kodak, роздільна здатність одного кадру 35-міліметрової плівки складає 6K пікселів. 

## Див.також
- Фотоплівка шириною 35 мм
- Кіноплівка
- Свема